# ジャンヌ・ダルク復権裁判
ジャンヌ・ダルク復権裁判（ジャンヌ・ダルクふっけんさいばん、英語: Retrial of Joan of Arc）とは、「（異端）無効化裁判」としても知られるジャンヌ・ダルクの死後に行われた再審のことである。再審の目的は、有罪判決とその判決が正当に処理されたかどうか、および教会法に従って処理されたかを調査することであった。1456年7月7日、ジャンヌの処刑判決の無効が宣言された。

## 概要
ジャンヌ・ダルクの復権裁判として知られる再審は、ジャンヌ・ダルクの死後、ジャン・ブレアル異端検察総監(ドミニコ会修道士)とジャンヌの母イザベル・ロメの要請により教皇カリストゥス3世が承認した。調査は1452年に始まり、1455年11月7日に正式に裁判が開始された。1456年6月の最終的な審理では、ジャンヌは殉教者であると記述され、フランス人司教ピエール・コーションによって無実の女性が有罪判決を受け、異端者として破門され、刑が執行されたことを示唆した。1456年7月7日、ジャンヌの死後25年を経て復権が宣言された。

## 背景

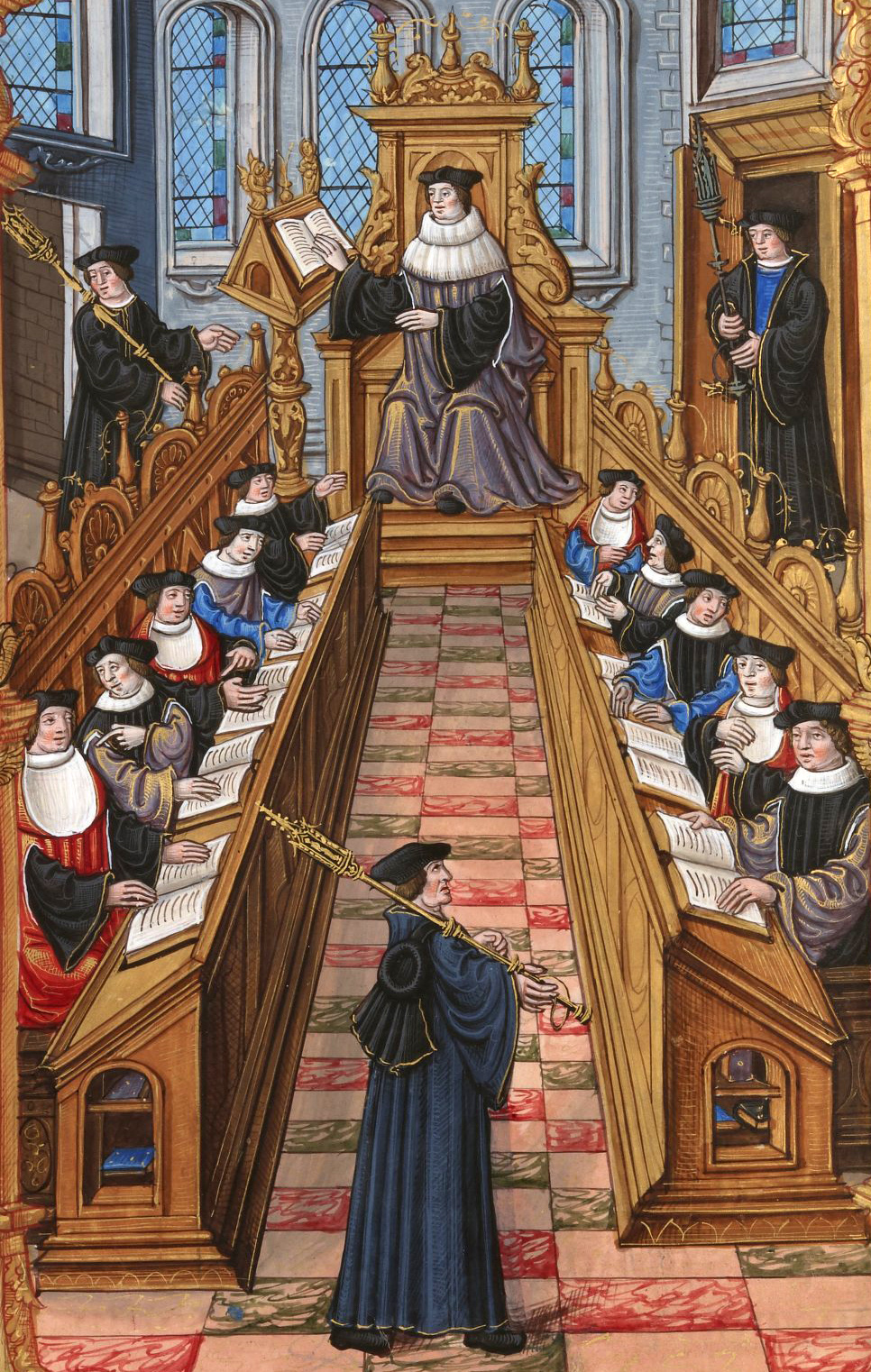
1431年にジャンヌ・ダルクの裁判に携わっていたパリ大学の神学者達

1431年のジャンヌ・ダルクの死去後、その知らせを聞いたフランス王シャルル7世は「非常に苦しい痛みを感じた」、「イングランドとイングランドの女性たちに厳しい報復を行うことを約束する」と語った。だが、何年もの間、フランス政府は戦場で大きな進展を遂げず、イングランドはフランス北部の大半を占領していた。
1449年より以前に、いくつかの要因は、ジャンヌの有罪判決の再審の可能性の邪魔となっていた。まず第一に、イングランドは依然としてパリを占領し、パリ大学はルーアンでの有罪判決裁判の陪席者を提供していた。1430年5月、パリはアングロ-ブルゴーニュ同盟によって擁護され、パリ大学の神学者と修士たちは、ジャンヌをイングランドに身柄を引渡し裁判にかけられるよう、ブルゴーニュ公フィリップ3世（善良公）に手紙を書いていた。大学は手続に積極的に参加していたので、1436年4月13日のフランス軍がパリを奪還した記録のみ、その旨を報告することができた。
第二に、ルーアン-裁判の場-は、まだイングランドの占領統治府が置かれていた。元の裁判に関する関係書類はルーアンに保管されており、1449年11月までは町はシャルル7世の手に落ちなかった。歴史家のレジーヌ・ペルヌーは、「イングランドがルーアンをおさめていた間については、自ら扱った裁判の関係書類を持っていたという事実があるだけで、裁判が何であったかということについて自分の側からの説明をすることができた」と指摘している。ペルヌーは「その時までに何もしなかったことで王や教会を非難することは、1945年以前に、オラドゥール戦犯を裁判にかけるためフランス政府が何もしなかったことを非難することと同じだ」と、付け加えた。

## 復権への経路

### ブイエの再調査　1450年
1450年2月15日、シャルル7世は、パリ大学の神学者であるギヨーム・ブイエに、「裁判の真相と裁判過程の詳細」とルーアンの陪席者による「過失と悪用」を調査するように命じた。パリ大学の一員が、同じ大学の他の会員から与えられた助言に基づき評決を調査するように求められており、そのために多少の難題を引き起こすことがあり得た。その中にはまだ存命で、教会と国で著名な地位を保持している人物もいた。したがって、シャルル7世は非常に慎重であり、ブイエの要約を予備調査に限定して、「そのプロセスについての真実とそれがどのような方法で実施されたか」を確かめた。この審理の段階で不当な有罪判決の疑いがあったものの、非公式の調査であったため、実際の効果を伴うものではなかった。
それでも、1430年には協力することをいとわない沢山の著名人がいた。シャルル7世が、ジャンヌに対する訴訟が再開されることがとてもかなわないものであったパリとルーアンを奪還すると、彼らは忠誠を変えた。彼らの中には、1443年にシャルル7世の訴訟理由に転向したノヨン司教であるジャン・ド・メイリーなどが含まれていたが、1431年には、英国のヘンリー6世の名で手紙に署名し、ジャンヌに対してこの事件に参加したすべての人々にイングランドの保護を保証していた。さらに大きな障害は、ルーアン大司教のラウール・ルーセルであった。1450年にシャルル7世に忠誠を誓うまで、ルーアン大司教は、ノルマンディーのイングランドの支持者であり、ジャンヌの裁判に参加していた。
ブイエは7人の証人を召喚した。ギヨーム・マンション、イザンバール・ド・ラ・ピエール、マルタン・ラドヴニュ、ギヨーム・デュヴァル、ジャン・トゥームイエ、ジャン・マッシュウ、ジャン・ボーペールである。1450年3月4日と5日に証人への尋問が行われた。調査の結論はシャルル7世に封印密封された書簡で報告された。7人の証人のうち、ほとんどがジャンヌに対する憎悪と、ジャンヌを異端者として処刑することでシャルル7世の権威を傷つけようとしたイングランドの企てを非難した。だが、判事の1人であったジャン・ボーペール(ルーアンの律修司祭)はジャンヌに遺恨をもっていた。ブイエに尋問されたボーペールは、有罪判決裁判で手続きに関する質問に答えることを拒否した。ボーペールは、「彼女は非常にずる賢く、女性特有のずる賢さがあった」「もしジャンヌに賢明で率直な教師がいれば、彼女は自分を正当化するためのことを多く言い、有罪判決を招いた多くのことを控えていたと信じている、ジャンヌは偽物である」と述べた。彼の証言は、シャルル7世に封印密封された書簡で報告をした後の年の、ブイエがシャルル7世のために書いた報告書には含まれていなかった。状況が変化した - イングランドとの戦争の終結はまだ彼の注意の多くを占めていたし、ブルジュ勅令に関して教皇政治に起ころうとしている紛争があった。シャルル7世は待つ余裕があったが、ブイエはその問題を一度に解決することが王の関心事であることを明確にした。

### デストゥートヴィル枢機卿の介入　1452年
ジャンヌの有罪判決がフランス国王の名誉を汚していたというこの議論は、2年後、ノルマンディーの旧家出身であるギヨーム・デストゥートヴィル枢機卿に、積極的に取り上げられた。デストゥートヴィルは、1451年に教皇ニコラウス5世がアングロ-フレンチの平和交渉を行うために任命し、フランスに派遣した教皇特使であった。デストゥートヴィルの任務は、フランス軍のノルマンディーからイングランドを攻撃する継続的な成功と、ブルジュ勅令の執行についての議論の2つによって妨げられた。
デストゥートヴィルは、ジャンヌの復権の根拠を取り上げるいくつかの理由をもっていた。第一に、彼の家族はイングランド占領中に土地を失ったが、シャルル7世に忠誠心を示す支持者であった。第二に、彼は有罪判決を受けた異端者との関連を通じて王の称号を明確にすることを望んでいた。最後に、彼は母国への忠誠心を示し、教皇の伝統的権利に影響を及ぼさなかったいかなる問題でも主権を支持することを非常に切望していた。
1452年2月、デストゥートヴィルはシャルル7世との面会を果たした。教会裁判の法廷だけが審理の主導権をとることができるという理由から、デストゥートヴィルはジャン・ブレアル異端検察総監に審理を要請した。1452年5月2日-3日に、教会による予備審査が開始された。尋問官は、証人に前裁判に関連する尋問をし、その後、2日間の調査をもとに5月8日には尋問が再開された。この尋問には、まだ存命である元裁判所の一員の大部分が含まれていた。教皇特使デストゥートヴィルは同年5月22日付の書簡でブレアル異端検察総監とブイエとの協議を、シャルル7世に公式に報告している。これ以後、シャルル7世はブレアルに裁判費用の補償と旅費等費用を支出している。
だが、依然として協力者の問題は解決しない。1452年5月のデストゥートヴィルの調査では、非常に重要な証人の2人が召喚されなかった。つまり、ルーアン大司教ラウール・ルーセルと1431年の教皇代理ジャン・ル・マールである。新しい証言はルーアン大聖堂の2名の律修司祭から新しい証言が得られたが、1431年の出来事について、どちらもあまり記憶が残っていなかった。調査が終了し、ブレアルは「審理要約」を作成、博士や法律家たちに検討を依頼した。1452年末過ぎ、デストゥートヴィルはローマに戻っていた。平和交渉をするという彼の主な任務は成功しなかった。前月にルーセル大司教が死去し、審理とジャンヌの復権再開の大きな障害が取り除かれた。

### （異端）無効化裁判と復権　1455年・1456年

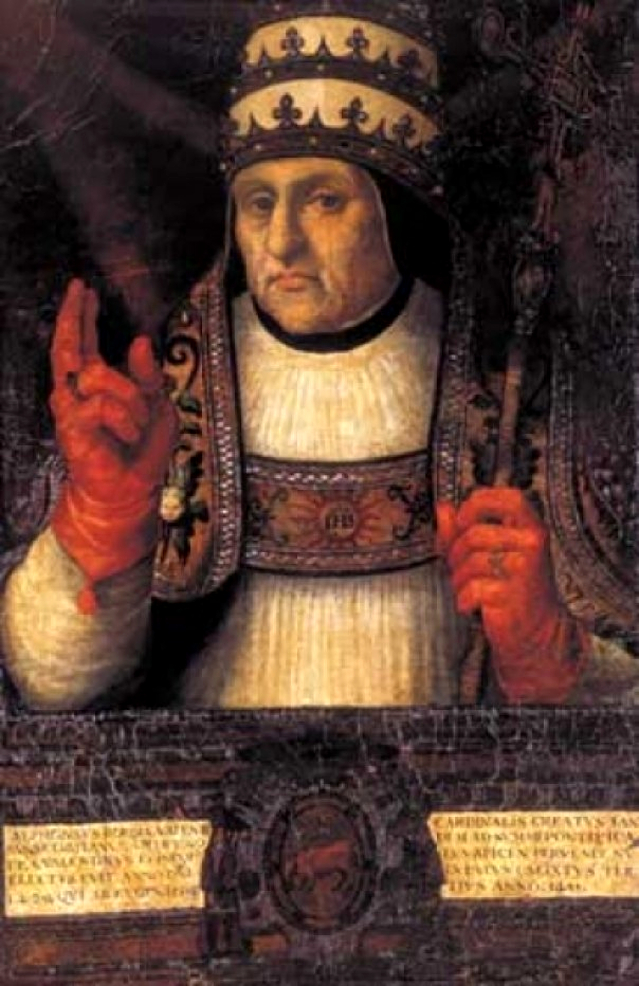
教皇カリストゥス3世はダルク家からの請願を受けて、1455年にジャンヌ・ダルクの再審を命じた

それにもかかわらず、1453年5月29日の東ローマ帝国の崩壊は、十字軍を組織しようと試みた教会を混乱させ、同年7月8日のコンスタンティノープルの陥落により、ほぼ1年間、ジャンヌの復権裁判の正規の訴訟手続きが進まなかった。ジャンヌの生存している家族、彼女の母親のイザベル・ロメと2人の兄ピエール・ダルクとジャン・ダルクは、民事訴訟の原告になるよう託される。ダルク家は、教会法学士で元大学総代のピエール・モージエを弁護士として選び、多くの代理人を指名した。その中でもっとも重要な代理人のギヨーム・プレヴォストーは、デストゥートヴィルにより裁判の発起人に指名されていた。1454年、ブレアル異端検察総監はローマに赴き、教皇ニコラウス5世と謁見し復権裁判開始を求める請願書を提出した。1455年6月11日、前教皇死去後、後継者である新しい教皇カリストゥス3世は、この嘆願に応じてダルク家に誓願提出の権利を与え、フランスの高位聖職者の3名を、ブレアル異端検察総監に協力し、前回の審理を審査し正当な判決を行うための委員に任命した。3名はランス大司教のジャン・ジュヴナル・デ・ジュルサン、クータンス司教のリシャール・オリビエ、パリの司教ギヨーム・シャルティエであった。
3名のうち、ランス大司教は最も権威があり、フランス最高の聖職者の地位であった。ランス大司教は、1432年からボーヴェー教区の裁治権を有していた。この教区は1431年にジャンヌが有罪とされた教区であった。彼はまた、ガリカニスムの支持者でもあり、教皇カリストゥス3世とデストゥートヴィルがフランス教会の事件に干渉することに非常に関心を持っていた。だが、シャルル7世が異端者と魔女を使って彼の王国を回復したがゆえに異端者であるという主張については憂慮していた。
1455年11月7日、パリのノートルダム大聖堂でジャンヌの復権に向けての裁判が開始された。 母親のイザベルが高位聖職者達と大勢の群衆の前で悲痛な嘆きとともに請願書を読みあげ、委員の1人が教皇返書を代読した。イザベルの嘆きの言葉は、群衆に感動を巻き起こした。聖職者達は母イザベルに慰めの言葉をかけ、ジャンヌの無罪を明らかにするため全力を尽くす決意であると語った。
上訴手続には、ヨーロッパ各地の聖職者が含まれ、標準的な裁判手続きが進められた。神学者の審査員は、115人の証人の証言を分析した。ほとんどの証人は、多かれ少なかれ彼女の純潔性、誠実さ、そして勇気を証言していた。証人には、彼女を裁判にかけた多くの陪席者が含まれていた。彼女の子供時代を知っていた数十人の村人、彼女の従軍中に仕えていた多数の兵士、包囲攻撃の解除中に彼女に会ったオルレアンの市民など、ジャンヌの人生の鮮やかで感情的な詳細を提供した多くの人々がいた。1431年の審理の詳細で、ジャンヌが拷問されていたかどうかについて、当時の刑吏は、そのようなことは行われなかったと証言している。1456年6月、最終的な諸記録が採択された後、審理の全記録がブレアル異端検察総監に届けられた。ブレアルは、全記録の分類および再検討を開始し「審理集成」を作成した。
1456年7月7日、法廷は「虚偽の論告諸箇条」による前判決を破棄し、ジャンヌの有罪判決の無効を宣言した。ランス大司教が教皇指名委員の名で判決文を読み上げた。審理の土台となった論告諸箇条の一部の記録が象徴的に破られた。
この日を記念し、厳粛な行列がルーアンだけでなく全フランス王国で行われた。ブレアル異端検察総監はブイエを伴い、国王および教皇など関係した権威筋に事件の結末についての公式の報告を行った。2人はフランス各地で祭典を主催し、7月21日には喜びに沸き立つオルレアンの町で祭典が行われた。2年後の1458年、ジャンヌの母イザベル・ロメはオルレアンで死去した。最後まで母親としての勤めを果たし、道を誤った聖職者たちによって追放された教会への娘の厳かな復帰を成就させた。
1909年の列福、1920年の列聖に至る調査に依拠したものは、この復権裁判の記録であった。